# Noční směna (Spongebob)
Noční směna (v anglickém originále Graveyard Shift) je 16. epizoda 2. série amerického animovaného dětského televizního seriálu Spongebob v kalhotách. Premiéru v Americe měla 6. září 2002.

## Děj
Křupavý krab zavírá v osm hodin a Sépiák je z toho šťastný, jenže přijde pozdě zákazník, který si chce koupit Krabí hambáč. Sépiák mu vysvětluje, že se zavírá a že chce odejít domů. Pan Krabs nechce přijít o zákazníka, a tak vymyslí 24 hodinový provoz restaurace. Spongebob je nadšený, ale Sépiákovi se to nelíbí, nicméně Pan Krabs odchází domů. Sépiák děsí Spongeboba historkou o Sekáči se sekáčkem, kterou si právě vymyslel. Kdysi prý pracoval jako kuchař v Křupavém krabovi, ale když krájel maso na hambáče, tak si omylem usekl vlastní ruku, a proto si místo své ruky nasadil rezavou obracečku. Nakonec ho srazil autobus a na svém pohřbu dostal výpověď. Každé úterý se vrací do Křupavého kraba, aby se příšerně pomstil. Spongebob se zeptal, jak se pozná příchod Sekáče se sekáčkem. Sépiák mu řekl tři děje, podle kterých se pe pozná, že přijde:
- Nejdříve budou blikat všechna světla v budově
- Potom zazvoní telefon, ale nikdo se neozve
- Nakonec přijede autobusem duchů, tím co ho přejel, pomalu vejde do Křupavého kraba a dostane všechny co v restauraci budou

Spongebob se vyděsí a Sépiák se mu směje, ale potom mu řekne, že to byl jenom vtip. Později v noci se ale děje všechno tak, jak vyprávěl Sépiák. Do restaurace přichází někdo opravdu pomalu, ale zjistí se, že je to někdo, kdo se pokouší dostat zaměstnání v Křupavém krabovi. Ten, kdo se pokoušel dostat zaměstnání, měl připravenou obracečku, ale dlouhé rukávy, takže to vypadalo, jako by měl obracečku nasazenou místo ruky. Také předem volal, ale byl nervózní se ozvat, a tak raději přijel autobusem. Stalé se ale řešilo, kdo blikal světly. Směsně se ukázalo, že to byl Nosferatu.